# Трофименко, Вячеслав Владимирович
Вячесла́в Влади́мирович Трофиме́нко (16 ноября, 1967 Киев) — украинский шашечный композитор. Специализируется в этюдной композиции. Мастер спорта Украины (1996). Пятикратный чемпион Украины по шашечной композиции.

## Биография
В школе обучался в 1975—1985 годах. В 1985—1991 году поступил на заочный факультет Одесского электротехнического института связи, который закончил по специальности «многоканальная электросвязь». В 1986—2008 годах — инженер-программист. С 2008 года — на пенсии по инвалидности.
Спорт
Ещё до школы научился играть в шашки, а с 1980 года посещал шашечный кружок в Подольском доме пионеров. Наставником там был мастер спорта Илья Натанович Гейфман. По воспоминаниям будущего маэстро, тренер «показывал ученикам этюды известных мастеров, и это было моё первое знакомство с шашечной композицией».
Впечатлённый юноша попробовал составлять этюды самостоятельно. Первый этюд был опубликован в «Dambrete» № 1, 1981 г.
15-летним юношей дебютировал в чемпионате Украины по шашечной композиции (1983, 8-е место среди 10 участников в разделе этюды). К вершине шёл постепенно. В 1985 году в разделе «Этюды-100» занял 4 место, через два года (в 1987 году) впервые завоевал призовое место (третье). Ещё через два года, в 1989 году в разделе «Этюды-100» — второй. Успех в разделе был повторён в 1991 и 2010 годах, а 1993 году Трофименко все-таки стал первым в разделе «Этюды-100». До этого титул и славу чемпиона Украины Вячеславу Трофименко принесли не международные, а русские шашки. В 1990 он выигрывал чемпионат Украины в разделе «Этюды-64», а затем в 1992, 1996, 2011.
Из интервью:[где?]

В современном этюдном творчестве я ценю красоту и нестандартность игровых приемов, которые присущи известным составителям-класикам, таким как Б. Блиндер и Д. Калинский. Также я считаю зрелищными многовариантные этюды А. Горина, Л. Витошкина, Г. Исаева.

## Тривия
В интервью признавался, что очень нравятся старые советские комедии Эльдара Рязанова и Леонида Гайдая, а любимый актёр — Анатолий Папанов.